# Invierno ruso

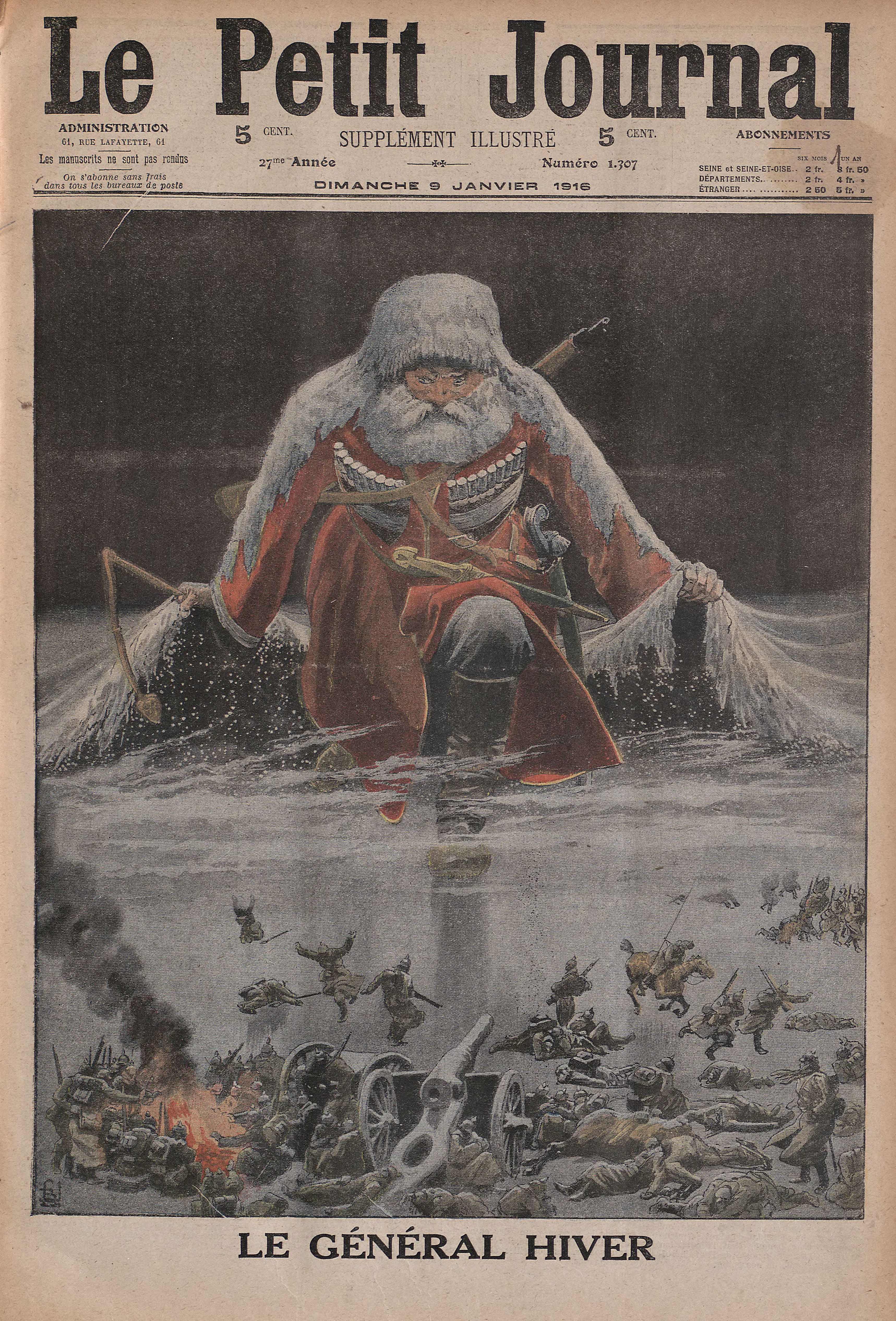
Ilustración del «general Invierno» en el periódico francés Le Petit Journal de 1916, que hace referencia al frente oriental de la Primera Guerra Mundial.

El invierno ruso (o soviético), también personificado como general Inviernoo ''general nieve'', es la forma en que se define dicha estación en Rusia, Dura aproximadamente 5 meses, de noviembre al final de marzo y es conocida por su contribución en los fracasos militares de varias invasiones al Imperio ruso, a la Unión de Repúblicas Socialistas Soviéticas, o a Rusia. El barro es un factor contribuyente relacionado que perjudica las maniobras militares en Rusia y otros lugares, y a veces se personifica como "general barro". Los rusos llaman raspútitsa a esas condiciones fangosas, que ocurren con las lluvias otoñales y los deshielos primaverales en Rusia que dificultan el transporte por carreteras. 

## Temperaturas
Los promedios máximos y mínimos varían según la región del país. En Yakutia, el invierno es muy severo, alcanzando promedios de –55 a –69 °C. En la Rusia europea (al oeste de los Montes Urales) el invierno adquiere un carácter más similar al europeo, donde las temperaturas raras veces bajan de –15 °C; sin embargo, a menudo puede llegar a ser mucho más frío. Por ejemplo, en la temporada 2005/2006 la temperatura de Moscú rondó de –25 a –30 °C durante los días 18 y 19 del mes de enero.
En Rusia, este período es conocido como las Heladas de la Epifanía y es famoso por su frío desde hace siglos. Uno de los factores involucrados en este frío famoso es el clima ruso, que es continental húmedo. Otro factor es la geografía de Rusia, pues el país está tan al norte como Canadá, pero tiene pocos cuerpos de agua en su interior que pudiesen retener la energía solar.
Por ejemplo, en la región de Altái durante el mes de agosto (en pleno verano), la temperatura diurna puede superar los 20 °C, pero descender alrededor de 0 °C por la noche.

## Efectos en la guerra
La severidad del invierno ruso a menudo es asociada con las victorias militares de dicho país. En la Gran Guerra del Norte, Carlos XII de Suecia invadió la Rusia de Pedro el Grande. Los rusos se retiraron, quemando todo en su huida y eliminando cualquier rastro de sus provisiones. Este invierno en particular terminó siendo el más crudo del siglo XVIII, tanto así que el puerto de agua salada en Venecia se congeló. Las 35 000 tropas de Carlos XII, fueron muy diezmadas, y sólo 19 000 soldados salieron con vida de aquel invierno. La batalla de Poltava, en 1709, marcó el final del Imperio sueco.

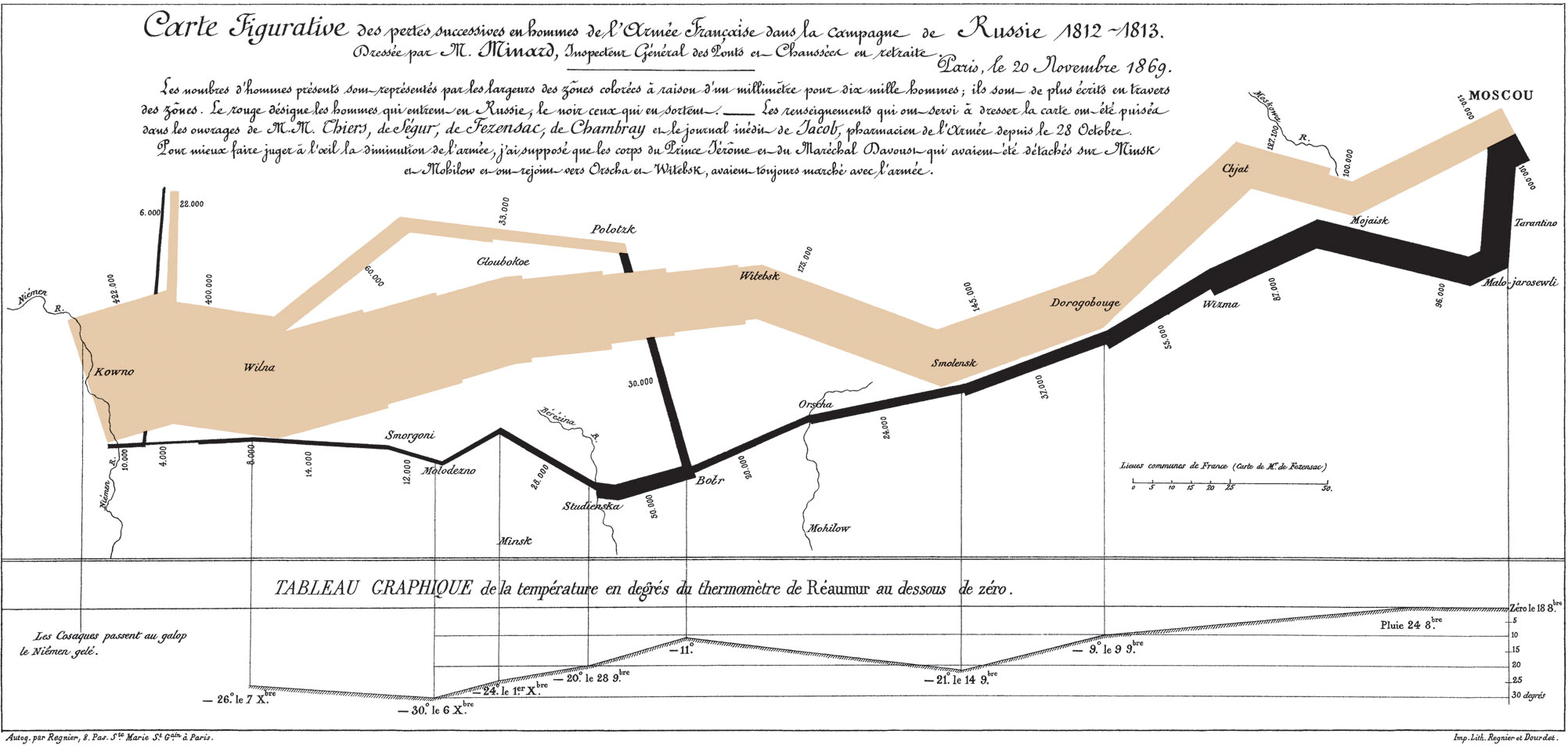
La gráfica de Charles Minard muestra la fuerza de la Grande Armée mientras marchaba hacia y desde Moscú, con la temperatura graficada (en Réaumur) la gráfica inferior para lo correspondiente al regreso desde la ciudad. –30 grados Réaumur = –37.5 °C = –35.5 °F.

La Grande Armée de Napoleón Bonaparte, con sus 610.000 hombres, invadió Rusia, dirigiéndose hacia Moscú en 1812. El ejército ruso se retiró antes de ser alcanzado por el ejército francés, quemando sus cosechas y aldeas, lo cual las dejaba fuera del alcance enemigo. El ejército de Napoleón terminó con 100.000 hombres, pero eso no fue todo: más hombres murieron en la retirada.
De acuerdo a un estudio militar estadounidense, el cuerpo principal de la armada napoleónica, compuesto por un mínimo de 378.000 hombres, fue disminuido a la mitad durante las primeras 8 semanas de invasión, antes de la batalla más importante de esta campaña en particular. Esta disminución fue en parte debida a la carencia de centros organizados de aprovisionamiento, pero las enfermedades, deserciones y muertes en combate causaron miles de pérdidas.
La batalla de Borodinó del 7 de septiembre de 1812, la única batalla de importancia peleada en aquella gesta, vio a Napoleón obtener una victoria pírrica al perder más de 30.000 hombres y hallarse casi 1000 km adentro de territorio enemigo. Las secuelas fueron su ocupación de Moscú (sin oposición) y autoderrota al retirarse humillantemente de la ciudad el 19 de octubre, pocas semanas antes de que cayera la primera nevada.

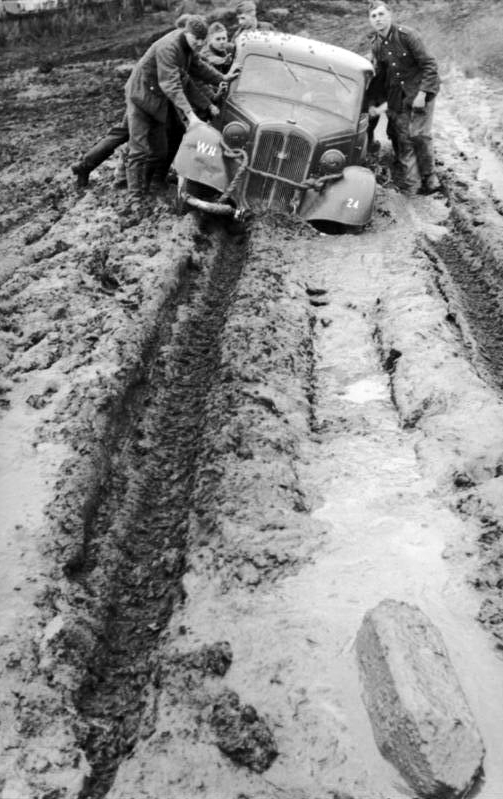
Soldados de la Wehrmacht con su coche en el lodo congelado, octubre de 1941.

En 1941, los alemanes estaban confiados debido a sus rápidas victorias iniciales en Europa y norte de África. Bajo el mando de Hitler, la Alemania Nazi atacó en 1941 a la Unión Soviética (operación Barbarroja) y fijó a Moscú como su objetivo principal. En su camino a Moscú (operación Tifón), las tropas alemanas mataron o capturaron a medio millón de soldados soviéticos, llegando hasta 80 km de la ciudad, justo en un momento en que aparece el invierno más extremo registrado durante el siglo XX y que arrojó en torno a Moscú temperaturas de -28 °C, siendo además víctimas de la raspútitsa, el lodo congelado que obstaculizaba la marcha de todo tipo de vehículos. Las fuerzas soviéticas contuvieron dicho ataque en la estepa rusa, para ganar tiempo y apretar al ejército tudesco. Las industrias fueron desmanteladas y llevadas a los montes Urales para ser reensambladas. Las fuerzas soviéticas detuvieron a Alemania y las derrotaron durante la sangrienta batalla de Stalingrado, en el mes de enero de 1943. 
De acuerdo a los expedientes meteorológicos, el invierno de 1812-13 fue más cálido de lo normal. Durante la Segunda Guerra Mundial, el único invierno realmente frío fue el de 1941-42, y la Wehrmacht carecía de provisiones adecuadas tales como uniformes de invierno (como se puede ver en la foto), debido a la lentitud en los movimientos militares de Alemania. Los planes de Hitler en Rusia se habían malogrado antes del comienzo del invierno. El Führer estaba tan convencido de una victoria relámpago que no se preparó siquiera para la posibilidad de guerra ártica en Rusia. Sin embargo, sus divisiones orientales perdieron alrededor de 734.000 hombres (23 % del total de sus tropas) durante los primeros 5 meses de la invasión, y el 27 de noviembre de 1941, el General Eduard Wagner reportó que «estamos a punto de acabar con nuestros recursos, tanto humanos como materiales. Estamos al borde de ser confrontados con los peligros del invierno profundo».
Por supuesto que el invierno ruso no ha sido el único factor que detuvo a los invasores de Rusia. Esto puede ser más bien acreditado a la pericia militar rusa, fortaleza de su ejército (el mayor del mundo durante la Segunda Guerra Mundial) y un fuerte nacionalismo como consecuencia de los numerosos intentos por invadir Rusia durante la historia. Un ejemplo clásico de este argumento, es que los mongoles, que invadieron la Rus de Kiev en el siglo XIII, provenían de estepas con inviernos aún más crudos, y los lagos, pantanos y ríos congelados eran usados por ellos como vías de comunicación (cuando en verano son zonas intransitables), convirtiendo las fortalezas naturales del enemigo en propias.
Pero ha de tenerse en cuenta que se trataba de invasores ya acostumbrados y pertrechados para luchar contra el frío.